# 鉢塚古墳 (池田市)
鉢塚古墳（はちづかこふん）は、大阪府池田市鉢塚にある古墳。形状は円墳と推定される。大阪府指定史跡に指定されている。

## 概要

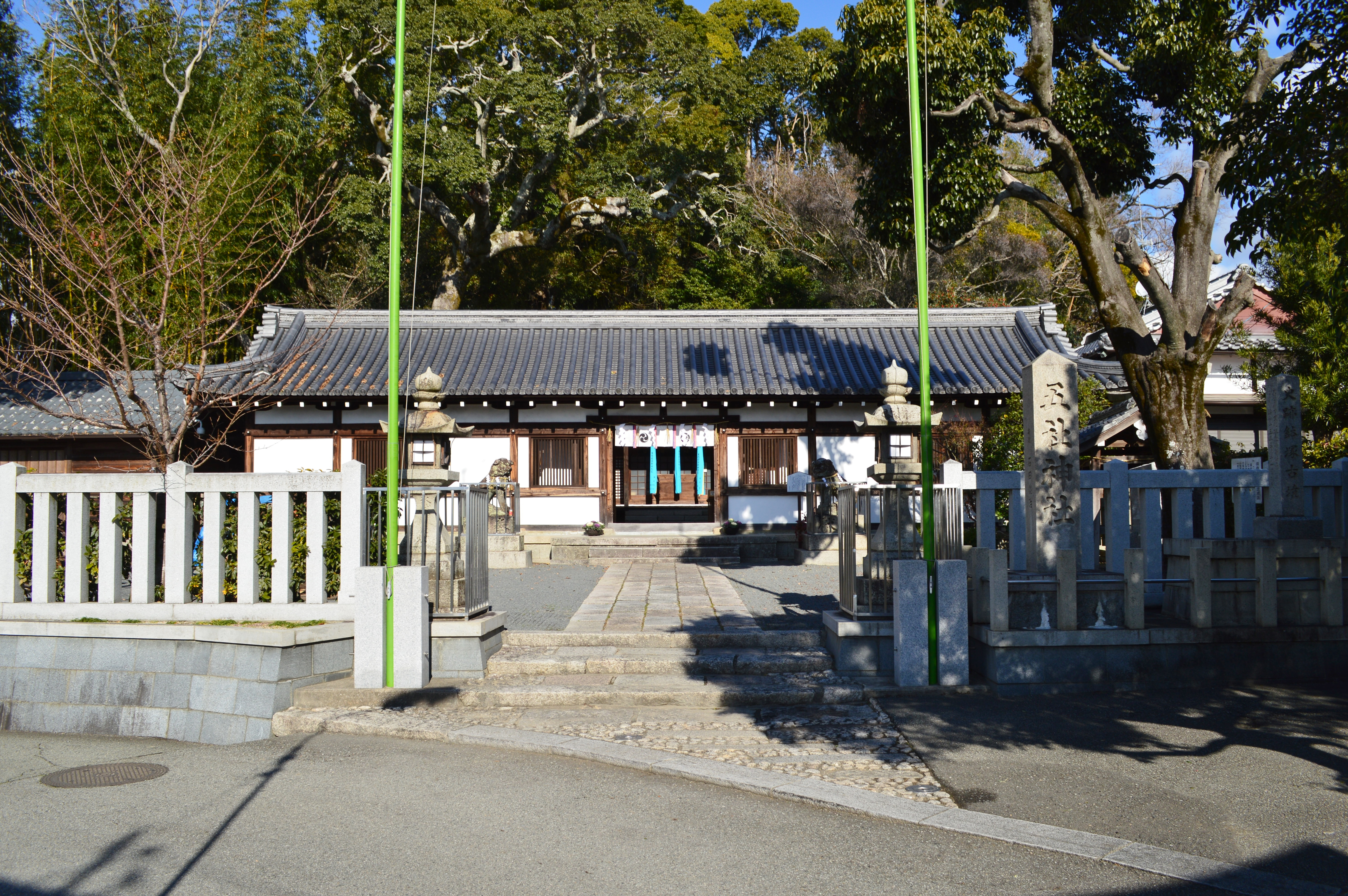
五社神社

大阪府北部、猪名川東岸の五月山から派生した丘陵の端部に築造された大型古墳である。現在は五社神社境内に位置する。古墳名は、鉢を伏せたような墳形か、石室内から鉢が出土したことのどちらかに由来するとされる。2001年度（平成13年度）に発掘調査が実施されている。
墳形は円形と推定され（かつては上円下方墳とされた）、直径約45メートルと見積もられる。墳丘は2段築成。墳頂部では後世に経塚（出土品は池田市指定重要文化財）が営まれている。墳丘周囲には幅約7メートル・深さ約0.8メートルの周溝が巡らされており、周溝を含めた外径は約62メートルを測る。埋葬施設は両袖式の横穴式石室で、巨石を用いた大型石室であり、南方向に開口する。石室全長14.88メートル・玄室高さ5.2メートルを測り、全国でも有数の規模になる。石室内では組合式石棺の使用が推測されるほか、後世に十三重塔（国の重要文化財）・板碑・石仏が祀られている。早い段階で開口して盗掘に遭っているため、副葬品は詳らかでない。
築造時期は、古墳時代後期-終末期の6世紀末-7世紀初頭頃と推定される。猪名川東岸地域では二子塚古墳（池田市井口堂、6世紀前半）から1世代の空白を経て（ただし二子塚古墳の未調査石室が空白を埋める可能性がある）築造された首長墓と位置づけられ、当該時期の猪名川西岸の首長墓である白鳥塚古墳（中山寺古墳、宝塚市）とともに大和の石室と共通性が認められる点で特色を示す。被葬者は明らかでないが、池田市域（古代の秦郷：秦上郷・秦下郷）が渡来系氏族の秦氏と関係の深い地とされることから、秦氏の首長墓とする説がある。
古墳域は1970年（昭和45年）に大阪府指定史跡に指定されている。

## 遺跡歴
- 中世期、石室内に十三重塔・板碑・石仏、墳頂部に経塚の設置。
- 1887年（明治20年）、ウィリアム・ゴーランドによる調査[6]。後年の論文に「テラスのある墳丘」として紹介[2]。
- 明治20年代、山崎直方が学会に報告[2]。
- 1934年（昭和9年）、梅原末治による石室実測調査[2][1]。
- 1959年（昭和34年）6月27日、十三重塔が国の重要文化財に指定。
- 1962年（昭和37年）、富田好久・宮田輝による墳丘測量調査。上円下方墳として報告[1]。
- 1964年（昭和39年）、墳丘盛土中から経塚の発見。遺物出土[4]。
- 1970年（昭和45年）12月7日、大阪府指定史跡に指定[5]。
- 1993年（平成5年）、墳丘測量調査。円墳と推定（池田市教育委員会・関西大学考古学研究室）[2][1]。
- 1994年（平成6年）、石室実測調査（池田市教育委員会・関西大学考古学研究室）[2][1]。
- 1995年（平成7年）、阪神・淡路大震災で十三重塔に被害。
- 2001年度（平成13年度）、墳丘発掘調査：第1次・第2次調査。円墳説が確実視（池田市教育委員会、2002年に概要報告）[1]。

## 埋葬施設
埋葬施設としては両袖式横穴式石室が構築されており、南方向に開口する。石室の規模は次の通り。
- 石室全長：14.88メートル
- 玄室：長さ6.48メートル、幅3.2メートル、高さ5.2メートル
- 羨道：長さ8.40メートル、幅平均1.8メートル、高さ平均2メートル

巨石を使用した大型石室で、石室の高さの点では大阪府内で最大級になる。石材は花崗岩を主として、他にチャート・粘板岩・輝緑凝灰岩が使用される。玄室の下2段にはやや整った石材を用いて上部では持ち送り、羨道には大型の石材を使用する。天井石は玄室では3石、羨道では4石。
開口部東側には溶結凝灰岩製の切石片があり、組合式石棺の破片と推測される。また石室内では、後世に十三重塔（国の重要文化財）・板碑・地蔵菩薩像が祀られている。

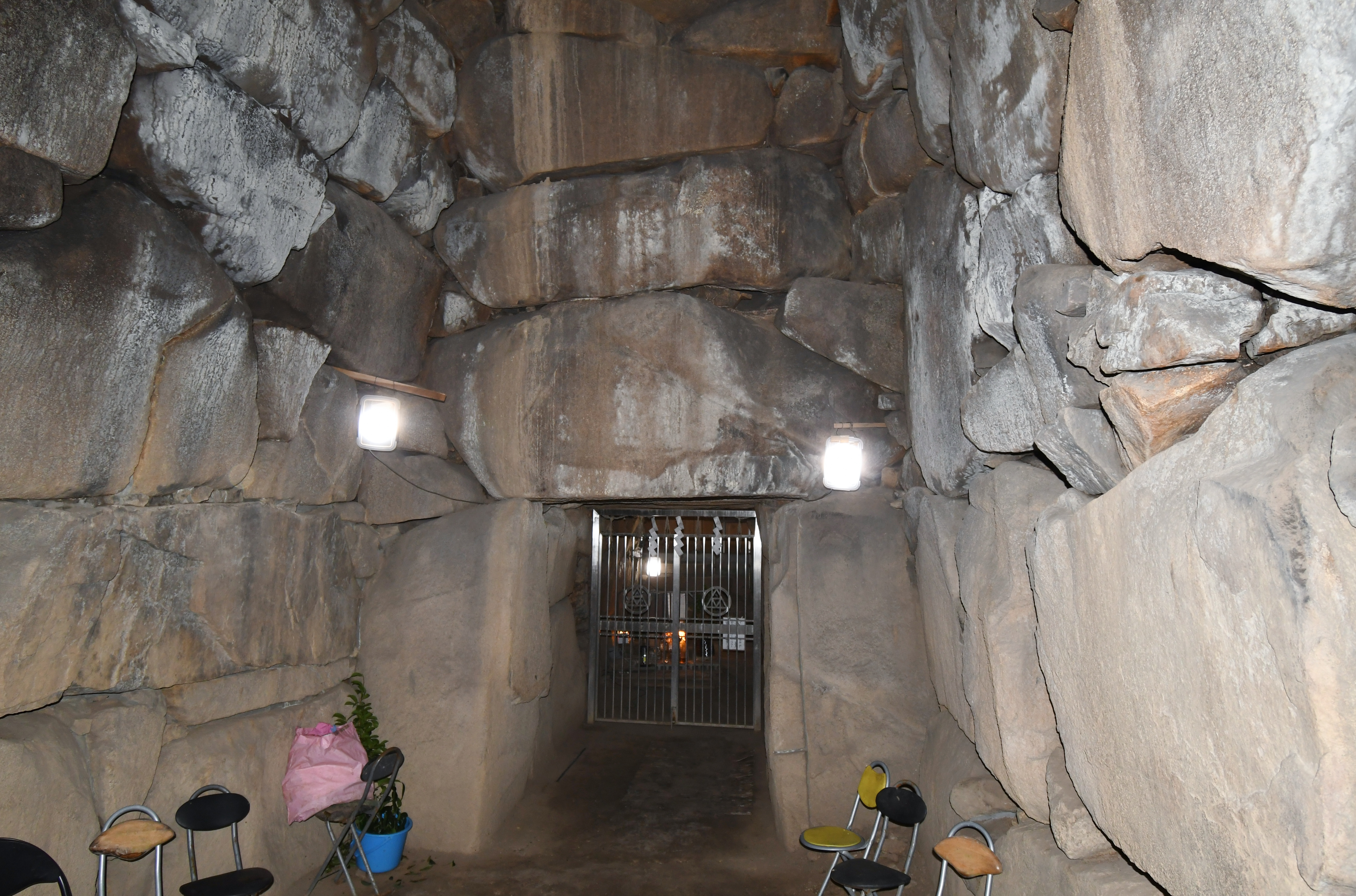
玄室（開口部方向）
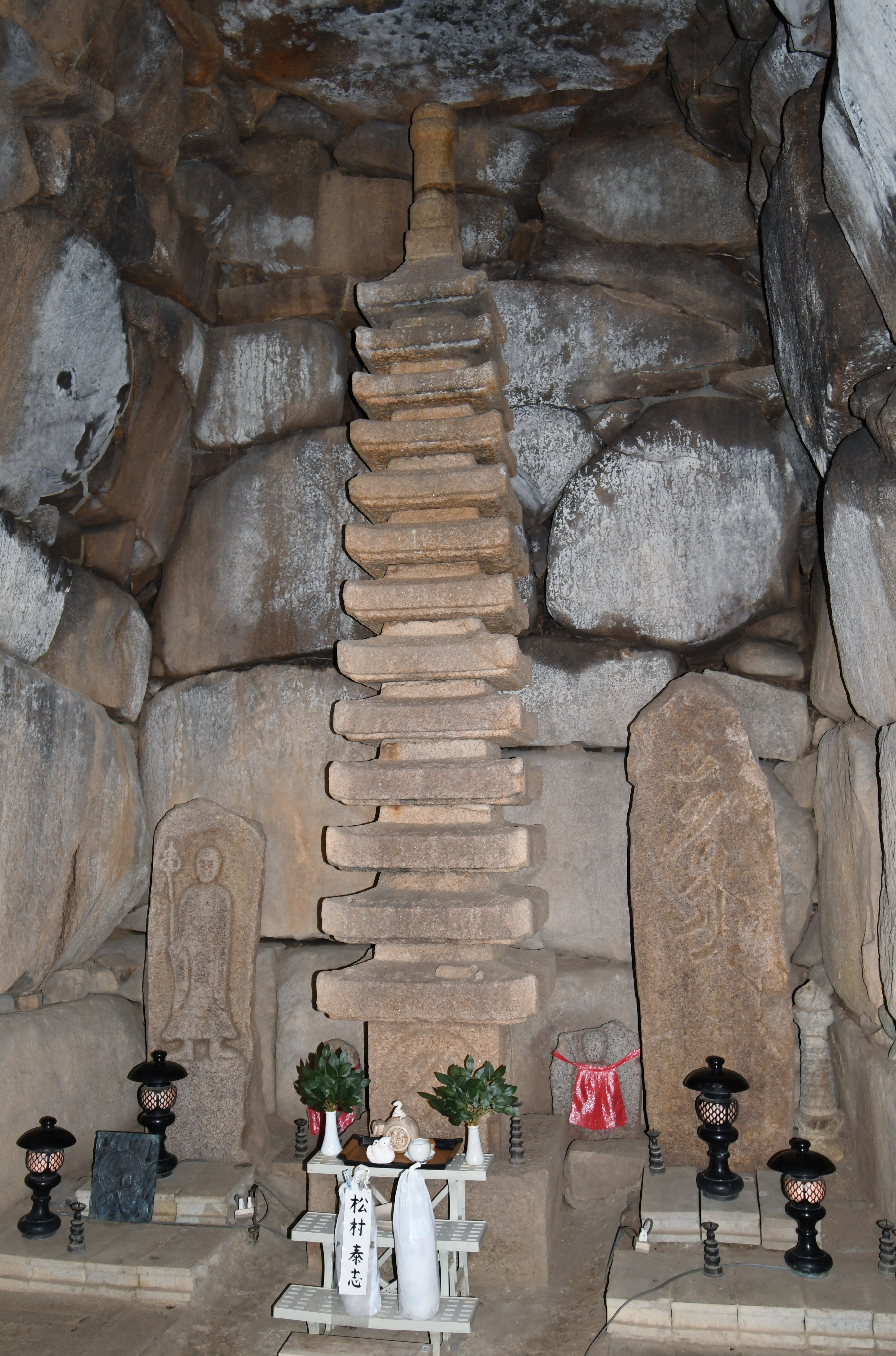
玄室内の十三重塔
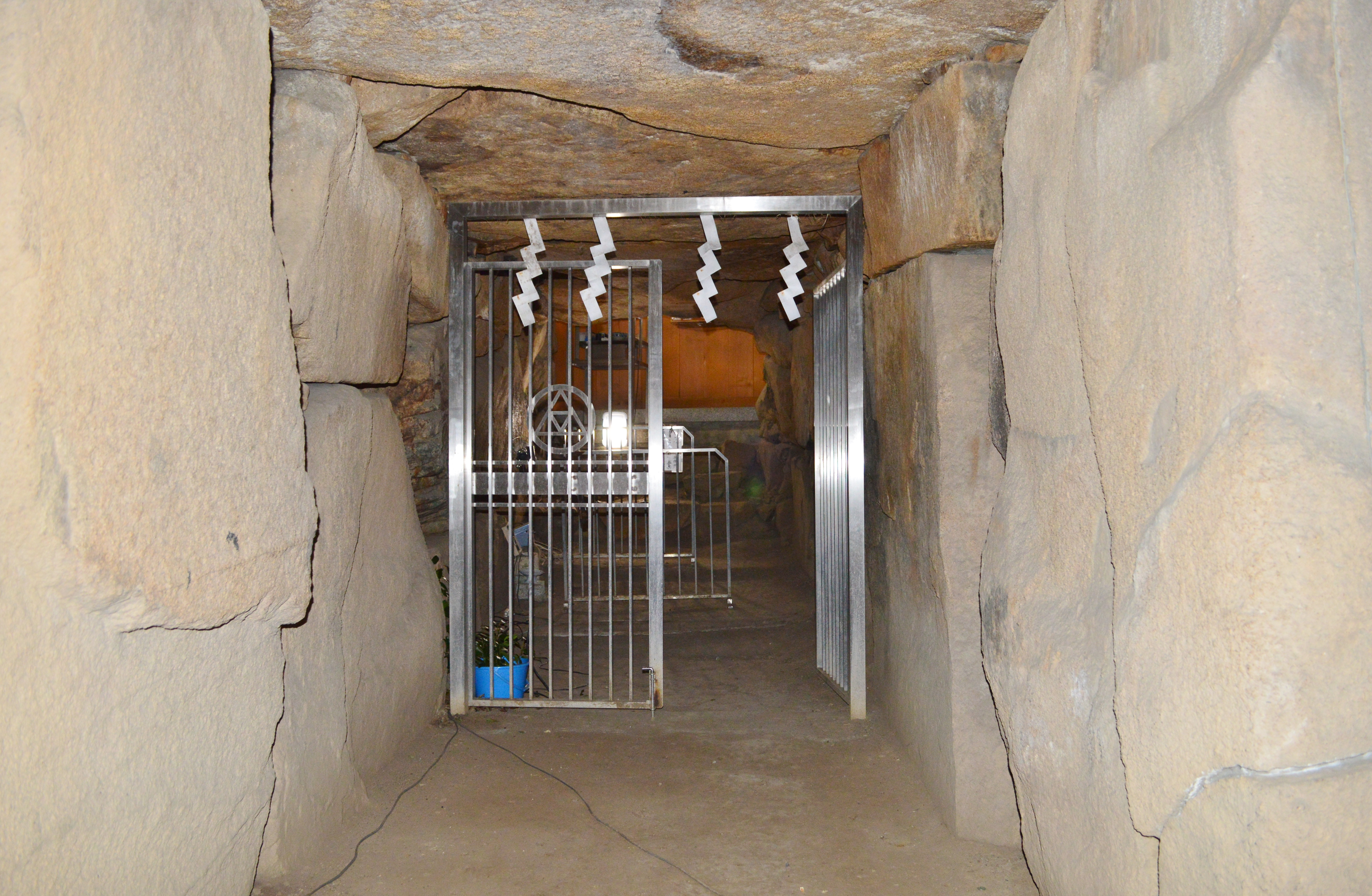
羨道（開口部方向）

## 文化財

### 重要文化財（国指定）
- 五社神社十三重塔（建造物）
室町時代初期の建立。所有者は五社神社。1935年（昭和10年）10月14日に重要美術品に認定[8]、1959年（昭和34年）6月27日に重要文化財に指定[9][5]（詳細は「五社神社」参照）。

### 大阪府指定文化財
- 史跡
  - 鉢塚古墳 - 1970年（昭和45年）12月7日指定[5]。

### 池田市指定文化財
- 重要文化財（有形文化財）
  - 鉢塚古墳上部所在経塚出土品（考古資料）
鎌倉時代の経塚の出土品。須恵器壺の中に銑鉄製の蓋付経筒が納められ（経典は欠失）、短刀2・片口形鉄器1・白磁壺形合子1・白銅菊花双雀文方鏡1・青銅製玉肩覆2・ガラス製小玉10・宋銭3・不明品（紙）若干を伴う[10]。所有者は五社神社。1978年（昭和53年）10月31日指定[5]。